# 山岡村 (福島県)
山岡村（やまおかむら）は、福島県東白川郡にかつて存在した村である。

## 地理
現在の棚倉町の東部に位置する。
村域は八溝山地に位置し、山がちな地形である。

## 歴史

### 村域の変遷
- 1889年（明治22年）4月1日 - 町村制施行により、山田村・岡田村が合併しが発足。
- 1955年（昭和30年）1月1日 - 棚倉町・近津村・社川村・高野村と合併し、改めて棚倉町が発足。同日山岡村廃止。

変遷表
| 1868年 以前 | 1868年 以前 | 明治22年 4月1日 | 昭和30年 1月1日 | 現在   |
| ----------- | ----------- | --------------- | --------------- | ------ |
|             | 山田村      | 山岡村          | 棚倉町          | 棚倉町 |
|             | 岡田村      | 山岡村          | 棚倉町          | 棚倉町 |

## 大字
- 山田（やまだ）
- 岡田（おかだ）

## 人口・世帯

### 人口
総数 [単位： 人]
| 1889年（明治22年） | 304 |
| 1920年（大正 9年） | 454 |
| 1947年（昭和22年） | 646 |

### 世帯
総数 [単位： 世帯]
| 1920年（大正 9年） | 78  |
| 1947年（昭和22年） | 111 |